# 富山秀男
富山 秀男（とみやま ひでお、1930年7月26日 - 2018年12月20日）は、日本の美術評論家。
東京生まれ。1953年東京教育大学芸術学科卒。東京国立近代美術館に勤務、次長、京都国立近代美術館館長、ブリヂストン美術館館長。

## 著書
- 岸田劉生 岩波新書 1986.3

## 共編著
- 世界の名画 第6 ルソー・ルドン 学習研究社 1965、岡鹿之助共著
- 世界の名画 7 ルノワール 中央公論社 1972、新版1993ほか、山崎正和・高階秀爾共著
- 日本の名画 41 国吉康雄 講談社 1974
- 日本の名画 21 岸田劉生 中央公論社 1976、新版1978
- 現代日本の美術 第7巻 近代洋画の展開 小学館 1979.9
- 日本水彩画名作全集 4 岸田劉生 第一法規出版 1982.11
- 近代日本洋画素描大系 3 昭和 1 戦前 講談社 1984.11
- 20世紀日本の美術 15 岸田劉生/佐伯祐三 集英社 1987.2、浅野徹共編
- 20世紀日本の美術 14 梅原竜三郎/安井曽太郎 集英社 1987.9、原田実共編
- 日本の水彩画 17 萬鉄五郎 第一法規出版 1989.9
- 昭和の文化遺産 第3巻 洋画 1 ぎょうせい 1990.7
- 昭和の洋画100選 朝日新聞社 1991.3
- 日経ポケット・ギャラリー 佐伯祐三 日本経済新聞社 1991.7

## 翻訳
- Renoir / ルノワール Walter Pach解説 美術出版社 1964